# Зарубин, Вячеслав Иванович
Вячеслав Иванович Зарубин — советский хозяйственный, государственный и политический деятель.

## Биография
Родился в 1936 году в Рузаевке. Член КПСС.
С 1959 года — на хозяйственной, общественной и политической работе. В 1959—2010 гг. — инженер на Воронежском тепловозоремонтном заводе имени Дзержинского, первый секретарь Ленинского райкома комсомола города Воронежа, первый секретарь Воронежского горкома ВЛКСМ, второй секретарь Воронежского обкома комсомола, заведующий организационным отделом Воронежского горкома КПСС, секретарь парткома завода «Электроника», второй секретарь Воронежского горкома КПСС, председатель Воронежского областного комитета народного контроля, инструктор Отдела партийных органов ЦК КПСС, секретарь Воронежского обкома КПСС, заместитель заведующего Отделом пропаганды ЦК КПСС, заместитель Торгового представителя СССР в Болгарии, первый заместитель руководителя администрации мэрии города Воронежа.
Избирался народным депутатом России.
Делегат XXVII и XXVIII съездов КПСС.
Живёт в Воронеже.